# Doomed Queen Anne
Doomed Queen Anne (La reina Ana condenada) es una novela histórica de la escritora Carolyn Meyer perteneciente a la serie «Young Royals», que incluye Mary, Bloody Mary; Beware, Princess Elizabeth y Patience, Princess Catherine.

## Argumento
Narra la historia de la reina Ana Bolena desde su partida desde Francia, donde es educada hasta su llegada a la corte inglesa como dama de la reina Catalina, el posterior cortejo al que es sometida por parte del rey Enrique, su ascenso, su coronación como reina, el nacimiento de Isabel y finalmente su caída y muerte.

## Publicación
- Meyer, Carolyn (2004). Doomed Queen Anne. Gulliver Books. ISBN 9780152050863.